# George Henry Horn
George Henry Horn est un entomologiste américain spécialisé dans l'étude des coléoptères, né le 7 avril 1840 à Philadelphie et mort le 24 novembre 1897 à Beesley's Point.

## Biographie
Né à Philadelphie, Horn fit ses études à l'université de Pennsylvanie où il obtint son titre de docteur en médecine en 1861. De 1862 à 1866, pendant la guerre de sécession, il servit en tant que médecin dans l'infanterie volontaire de Californie et collecta de nombreux insectes en Californie, en Arizona et au Nouveau-Mexique. Il retourna ensuite à Philadelphie où il établit un cabinet médical spécialisé en obstétrique, et fut élu président de la société entomologique de Philadelphie, l'ancêtre de la société entomologique américaine. Il en resta président jusqu'à sa mort.
En travaillant sur la collection qu'il avait ramenée pendant son service dans l'Ouest, il publia « plus de 150 articles importants, ainsi que de nombreuses notes ; dans ces articles environ 150 genres et plus de 1550 espèces sont définies ». Il légua ses collections d'insectes à la société entomologique américaine et elles appartiennent aujourd'hui au muséum de zoologie comparée de l'université Harvard,.
Selon l'entomologiste Neal Evenhuis, « la taxonomie de Horn était quasiment au-delà de tout reproche, et cela était sans doute dû à l'étude prudente et réfléchie des spécimens en les comparant aux différents types. Horn se fit un devoir de voyager dans les musées européens, d'assister aux réunions de sociétés entomologiques à l'étranger et d'étudier du matériel de première main ». Au cours de sa carrière, il travailla étroitement avec John Lawrence LeConte, notamment comme coauteur de l'édition révisée et élargie de 1883 de Classification of the Coleoptera of North America. Après la mort de LeConte, Horn fut reconnu comme « le chercheur le plus éminent dans sa branche de recherche ».